# إيان هانسن
يان هانسن (بالإنجليزية: Ian Hansen)‏ هو سياسي بريطاني، ولد في 1958 في المملكة المتحدة.